# 藍辛-石井協定
藍辛-石井協定（英語：Lansing–Ishii Agreement）是在1917年11月2日，由美國國務卿藍辛和日本外務大臣石井菊次郎所簽訂的外交換文。協定中，雙方重申在中國尊重「門戶開放」、「機會均等」及維持中國政權及領土完整等多項原則。但同時，美國卻又承認日本由於「地理上的接近」，在中國享有「特殊利益」。美國政府這一舉動與其提倡之門戶開放政策自相矛盾。
美国总统哈定在1922年3月8日对参议院的信件中指出：1917年11月2日签署的所谓《兰辛-石井协定》并不是条约，而是美国国务卿与日本特命全权大使石井子爵之间的公开声明。 从本质上讲，这种交换意见只不过是行政政策的宣言。 这样的声明或交换照会不会产生任何与现有或之后生效的条约义务不一致的效力。
該協定曾被認為是美-日關係中的里程碑，但由於換文內容含糊，有可能出現不同的演繹方式，故此該協定實際上並未有發揮重大作用。最終，該協定於1922年被廢除，為華盛頓會議中達成的九國公約所取代。
中國政府在11月5日接到日本駐北京公使通告該項協定後，即於11月9日發表聲明：「中國政府仍保持向來之主義，中國政府不因他國文書互認有所拘束。」

## 外部連結
- 協定全文